# Parc de Shakujii
 (novembre 2021).
Si vous disposez d'ouvrages ou d'articles de référence ou si vous connaissez des sites web de qualité traitant du thème abordé ici, merci de compléter l'article en donnant les références utiles à sa vérifiabilité et en les liant à la section « Notes et références ».

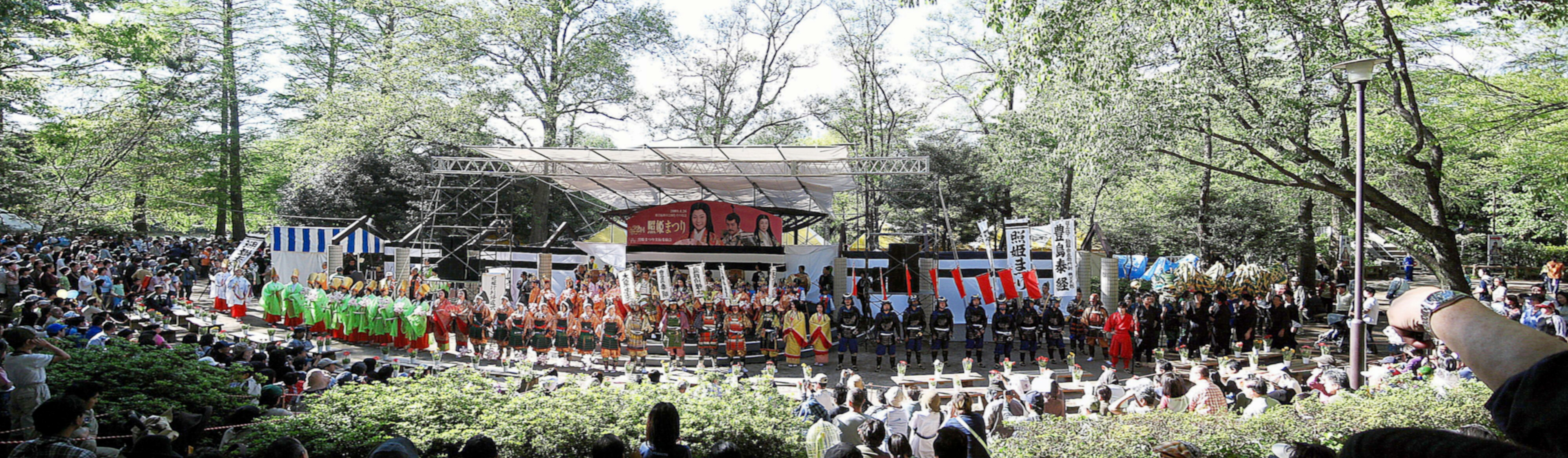
Teruhime festival

Le parc de Shakujii (石神井公園, Shakujii Kōen) est un parc public situé dans la ville japonaise de Shakujii, dans l'arrondissement de Nerima à Tokyo. Fondé en 1959, c'est l'un des plus grands parcs de la métropole, après le parc d'Ueno. 
Le parc comprend deux étangs, le Shaku-jii  et le Sanpō-jii, plusieurs petits sanctuaires shinto, et les vestiges du château de Shakujii. La Shakujii-gawa coule d'est-ouest à peu de distance du sud du parc. Les étangs se sont, dit-on, formés naturellement par le jaillissement de l'eau souterraine en provenance du proche étang Musashino-dai. Au fil des ans, cependant, les étangs se sont peu à peu affaissés, aussi des systèmes artificiels ont-ils été installés pour pomper l'eau dans les bassins, afin de préserver le paysage du parc et son usage récréatif, 
Les ruines du château datent de l'époque de Kamakura (1185-1333), ou plus tôt, ce qui permet de savoir que le site était utilisé et considéré comme stratégiquement important pendant de nombreux siècles. Le château servait de résidence au clan Toshima de samouraï, qui régnait sur la région environnante aux XIVe et XVe siècles. La destruction du clan est en grande partie le fait d'Ōta Dōkan, responsable de la construction du château d'Edo; nombre des ruines et des sanctuaires de la région sont associés à sa personne.
Au XXe siècle, le parc est devenu un populaire site d'observation ornithologique, de promenade et de relaxation.
En plus d'être populaire auprès des résidents locaux, le parc est assez bien connu dans Tokyo. L'étang de Shakujii est un endroit populaire pour les programmes et les séries TV qui y filment des scènes nautiques, et le parc, ou un de ses étangs, est souvent vu dans les manga, les anime, et autres productions de la culture populaire. Le Ranma ½ de Rumiko Takahashi se déroule dans l'arrondissement de Nerima, et il existe de nombreux épisodes du manga/anime dans lesquels les personnages traversent le parc.

## Référence
- (en) Cet article est partiellement ou en totalité issu de l’article de Wikipédia en anglais intitulé « Shakujii Park » (voir la liste des auteurs).